# Берегова ВЕС
ВЕС «Берегова» — вітрова електростанція України, яка розташована поблизу села Тарасівка Скадовського району Херсонської області.

## Історія
ВЕС «Берегова» отримала ліцензію від «НКРЕ» 13 березня 2014 року, 20 березня 2014 року було встановлено «Зелений тариф» та вступила у дію влітку 2014 року.
Потужність ВЕС складає 12,3 МВт